# SARSコロナウイルス2の変異株B.1.617系統
SARSコロナウイルス2の変異株B.1.617系統（サーズコロナウイルスツーのへんいかぶ ビーワン617けいとう、英語: SARS-CoV-2 lineage B.1.617、別名: B.1.617 変異株、G/452R.V3）は、新型コロナウイルス感染症 (COVID-19) の原因ウイルスとして知られるSARSコロナウイルス2 (SARS-CoV-2) の変異株である。2020年10月5日にインドのマハーラーシュトラで最初に確認されたため、日本では通称インド型変異株として知られている。
PANGO系統（英語: Phylogenetic Assignment of Named Global Outbreak Lineages）の命名法によると、2021年6月現在、B.1.617系統は以下の3つの亜系統に分類されており、このうちB.1.617.1とB.1.617.2は世界保健機関（WHO）のラベルで、それぞれカッパ株（Kappa variant）、デルタ株（Delta variant）に分類されている。 
- 系統 B.1.617.1（WHOラベル: カッパ株/PHE呼称: VUI‑21APR‑01）
- 系統 B.1.617.2（WHOラベル: デルタ株/PHE呼称: VOC‑21APR‑02） - 懸念される変異株
- 系統 B.1.617.3（PHE呼称: VUI-21APR-03）

## 概説
2020年10月5日、GISAIDのデータベースにB.1.617系統の最初のゲノム配列が提出された。同年12月7日以降、SARSコロナウイルス2の系統樹を構築しているPANGOが、G142D、L452R、E484Q、D614G、P681Rを含むスパイクタンパク質が突然変異した新たな変異株であると発表し、2021年4月21日にはPANGOによって正式にB.1.617系統と命名された。
2021年5月現在、B.1.617.1〜3の3つの亜系統が発見されている。そのうち、2020年10月にインドで最初に確認されたのはB.1.617.3系統であった。B.1.617.1系統及び同2系統はいずれも、それより後の2020年12月に最初に確認され（後にこれらの株も10月に初確認とされている）、検出報告例は同3系統よりも多い。2021年2月初め頃から、これらB.1.617系統の検出報告が顕著に増加し始めた。
B.1.617系統は、スパイクタンパク質にL452R、D614G、P681R変異を共通に有している。また、B.1.617.3はB.1.617.1で発見されたE484Q変異を共有しているが、B.1.617.2にはE484Q変異がない。一方、B.1.617.2にはT478K変異があり、B.1.617.1およびB.1.617.3には見られない。
2021年4月、B.1.617.1（VUI-21APR-01）がイングランド公衆衛生庁（PHE）によって調査中の変異株（VUI）に指定された。4月後半には、他の2つの変異株であるB.1.617.2（VUI-21APR-02）とB.1.617.3（VUI-21APR-03）が調査中の変異株（VUI）として指定された。欧州疾病予防管理センター（ECDC）は、B.1.617の3つの副系統すべてを注目すべき変異株（VOI）として維持する概要を発表し、「現在の措置の変更を検討する前に、これらのB.1.617系統に関連するリスクをより深く理解する必要がある」とした。
2021年5月6日、PHEは、少なくともB.1.1.7と同程度の感染・伝播性があると評価し、B.1.617.2系統（デルタ株）を調査中の変異株（VUI）から懸念される変異株（VOC）に引き上げ、"VOC-21APR-02"と位置付けた。同年5月11日にはWHOが、B.1.617系統全体を注目すべき変異株（VOI）から引き上げて、懸念される変異株（VOC）に分類したが、6月に入ると公衆衛生上のリスクがより大きなB.1.617.2系統のみをVOCに分類（他の2亜系統は格下げ）するように改めている。この変異株は、2021年2月に始まったインドにおける第2波の感染拡大の要因の一つであると考えられている。なお前述の格下げ以降、WHOによりVOIに分類されていたB.1.617.1系統（カッパ株）は、同年9月にVOIからも除外され監視すべき変異株（VUM）となっており（B.1.617.3系統はVOIだけでなくVUMにも分類されていない）、2022年4月時点ではVUMからも除外されている。
2021年6月22日には、B.1.617.2にK417N変異が追加され感染力がさらに強いとされるB.1.617.2.1（デルタプラス〈Delta plus〉/AY.1）について、インドの保健当局は懸念される変異株（VOC）に指定している。既感染者やワクチン接種者の免疫（抗体）、モノクローナル抗体治療にも抵抗を示す可能性があるとされる一方で、感染力や重症化リスクが高いなどこれまでの変異株より危険というデータは現時点で十分でなく、慎重に判断すべきという専門家の意見も出ている。
日本の国立感染症研究所はインドでの急速な感染拡大について、「イベント等による人々の社会的接触機会の増大や、他の変異株の影響等の要因も排除できない。インドではウイルスの遺伝子配列決定数は感染者数に対して僅かであり、また地域差もあることを考慮して解釈する必要がある」としている。